# Tändelei
Tändelei ist eine Polka-Mazurka von Johann Strauss Sohn (op. 310). Das Werk wurde am 21. August 1866 im Wiener Volksgarten erstmals aufgeführt.

## Einzelnachweis
1. ↑  Quelle: Englische Version des Booklets (Seite 61) in der 52 CDs umfassenden Gesamtausgabe der Orchesterwerke von Johann Strauß (Sohn), Hrsg. Naxos (Label). Das Werk ist als siebter Titel auf der 21. CD zu hören.